# Soilwork
Soilwork är en musikgrupp från Helsingborg som spelar melodisk death metal. Bandet började sin bana 1995 under namnet Inferior Breed. 1996 ändrade de sitt namn till Soilwork. Debutalbumet Steelbath Suicide gavs ut 1998. Soilworks senaste studioalbum, Verkligheten, gavs ut 2019.

## Biografi
Medlemmarna, som alla tidigare spelat i andra grupper, bildade 1995 bandet Inferior Breed. Det var Peter Wichers på gitarr, Björn "Speed" Strid på sång och Jimmy Persson på trummor (nu gitarr och sång i Faithful Darkness). De ändrade namn från Inferior Breed till Soilwork 1996 för att passa sin nya stil bättre, de spelade då mer numetal.
Soilwork släppte sin första demo, In Dreams We Fall Into The Eternal Lake, 1997. Bandet hade ingen basist, utan Peter Wichers spelade även bas på demon. Som andre gitarrist tog de in Ludvig Svartz. Demon hyllades runt omkring i Skåne och Michael Amott från bandet Arch Enemy fick höra dem. Han gillade vad han hörde och skickade demon till skivbolaget War Music som sedan spred den vidare i Europa. Dock hann War Music aldrig skriva kontrakt med bandet utan det franska skivbolaget Listenable Records kontrakterade Soilwork 1997. Bandet värvade en keyboardist samt en basist och banduppsättningen var klar. Soundet utvecklades mer och mer under låtskrivandet till första albumet. Deras första album, Steelbath Suicide släpptes 1998 och ryktet om det här nya råa metalbandet spred sig snabbt. Framgångarna gjorde att bandet snart började skriva på sin uppföljare.
Efter några förändringar i bandet hade de till slut en uppsättning som visade sig hålla i sig under flera år. 1999 släppte de sitt andra album, The Chainheart Machine, som blev en milstolpe i bandets karriär. Det amerikanska skivbolaget Century Media tog kontakt med bandet och vill ge ut och marknadsföra albumet i USA. Soilwork gick med på det och fick härigenom en mycket bredare publik.
Century Media släppte albumet The Chainheart Machine i flera länder och bandet åkte på turné över Europa och senare i Japan. Bandet ville nå en större publik och det lite mindre bolaget Century Media kunde inte hjälpa dem med detta. Soilwork hittade skivbolaget Nuclear Blast som även var bolag för till exempel In Flames. Bandet skrev nytt material och ett tredje album, A Predator's Portrait, släpptes i februari 2001.
Soilwork turnerade runt världen för att göra reklam för sin nya skiva. De fick även reklam av en riktigt metal-gud, Judas Priests sångare Rob Halford, som hyllade deras arbete och den nya skivan. Bandet åkte på turné med Nevermore i Europa. Strax efter var Carlos Del Olmo Holmberg trött på turnerandet och ersattes på keyboard av Sven Karlsson. 2001 var året Soilwork spelade för första gången på amerikansk mark. Mitt i allt bestämde sig bandet för att ta en paus från turnernadet och började skriva på nytt material. I oktober hade bandet gjort klart nya låtar som var redo att spelas in. Inspelningarna blev klara i november och albumet mixades och gjordes klart i december. I mars 2002 släppte bandet sin fjärde skiva, Natural Born Chaos, och 2003 kom Figure Number Five.
Stabbing the Drama, bandets sjätte fullängdsalbum, gavs ut 2005.
På senare tid har Soilwork satsat på en renare produktion av musiken som gör att trummorna framhävs mer. 2006 lämnade gitarristen Peter Wichers bandet på grund av att han var trött på att turnera och av personliga anledningar. Detta innebar en stor besvikelse för bandets fans eftersom Wichers varit en mycket viktig del av bandet och många tyckte inte att hans gitarrstil kunde återskapas av andra gitarrister.
In Flames och Soilwork har även dykt upp i varandras musikvideor. Den amerikanske skådespelaren och rapartisten Will Smith är även ett stort fan av Soilwork.
2007 släppte Soilwork ett nytt album som fick namnet Sworn to a Great Divide.
I början av 2008, efter att turnén med Killswitch Engage, Lamb of God och Devildriver avslutats, bestämde sig gitarristen Ola Frenning för att lämna bandet. David Andersson hoppade in som ersättare för de kommande turnéerna. Det var länge oklart om Andersson skull bli ny fast medlem eller bara tillfällig ersättare.
Hösten 2008 meddelade Soilwork att Peter Wichers har återvänt till bandet. I april 2010 meddelades att Soilwork var på gång med ett nytt album som sedermera fick namnet The Panic Broadcast Albumet gavs ut i början av juli 2010.

## Medlemmar
Nuvarande medlemmar
- Björn "Speed" Strid – sång (1996– )[2]
- Sven Karlsson – keyboard (2001– )[2]
- Sylvain Coudret – gitarr (2008– )[2]
- Bastian Thusgaard – trummor (2017– )
- Simon Johansson - gitarr (2022-)
- Rasmus Ehrnborn - basgitarr (2022-)

Tidigare medlemmar
- Carl-Gustav Döös – basgitarr (1996–1997)
- Jimmy "Judas" Persson – trummor (1996–1998)
- Mattias Nilsson – gitarr (1996–1997)
- Ludvig Svartz – gitarr (1996–1998)
- Peter Wichers – gitarr (1996–2005, 2008–2012)
- Ola Flink – basgitarr (1998–2015)[2]
- Henry Ranta – trummor (1998–2003)
- Ola Frenning – gitarr (1998–2008)
- Carlos Del Olmo Holmberg – keyboard (1998–2001)[2]
- Dirk Verbeuren – trummor (2004–2016)
- Daniel Antonsson – gitarr (2006–2008)
- David Andersson – gitarr (2012– 2022)

Turnerande medlemmar (nuvarande)
Turnerande medlemmar (tidigare)
- Richard Evensand – trummor (2003–2004)
- Dave Witte – trummor (2005)
- Peter Wildoer – trummor (2006)
- David Andersson – gitarr (2008, 2011)
- Simon Johansson - gitarr (2019-)
- Bastian Thusgaard – trummor (2016– )
- Ronny Gutierrez – gitarr (2016– 2016)
- Rasmus Ehrnborn - basgitarr (2019-)

Gästmusiker (studio)
- Ullik Johansson – violin på albumet The Chainheart Machine
- Fanny Petersson – violin på The Chainheart Machine
- Julia Petersson – violin på The Chainheart Machine
- Amanda Ingvaldsson – violin på The Chainheart Machine
- Katalin Tibell – viola på The Chainheart Machine
- Alva Ingvaldsson – cello på The Chainheart Machine
- Mattias Eklundh – gitarrsolon i låtarna "Machinegun Majesty" (The Chainheart Machine), "Wings of Domain", "Needlefeast" (A Predator's Portrait) och "No More Angels" (Natural Born Chaos)
- Devin Townsend – sång på låtarna "Black Star Deceiver"' och "Song of the Damned"
- Eskil Simonsson – sampling på låten "Grand Failure Anthem" (A Predator's Portrait)
- Mikael Åkerfeldt – sång på låten "A Predator's Portrait"
- Devin Townsend – sång (Natural Born Chaos)
- Jens Broman – sång på Figure Number Five
- Richard Larsson – tamburin på låten "Brickwalker" (Figure Number Five)
- Hanna Carlsson – cello och piano på låten "Spectrum of Eternity", cello på "The Living Infinite II" (The Living Infinite), cello och piano på The Ride Majestic, deltar även på nya skivan som kommer i slutet av 2018
- Justin Sullivan – sång på The Living Infinite
- Pascal Poulsen – sång på The Ride Majestic
- Nathan James Biggs – sång på The Ride Majestic

## Diskografi
Studioalbum
- 1998 – Steelbath Suicide [2]
- 2000 – The Chainheart Machine [2]
- 2001 – A Predator's Portrait [2]
- 2002 – Natural Born Chaos [2]
- 2003 – Figure Number Five [2]

- 2005 – Stabbing the Drama [2]
- 2007 – Sworn to a Great Divide [2]
- 2010 – The Panic Broadcast
- 2013 – The Living Infinite
- 2015 – The Ride Majestic
- 2019 – Verkligheten

- 2022 – Övergivenheten

Livealbum
- 2015 – Live in the Heart of Helsinki

EP
- 2004 – The Early Chapters [2]
- 2014 – Beyond the Infinite
- 2020 – A Whisp of the Atlantic

Singlar
- 2002 – "As We Speak"
- 2002 – "Black Star Deceiver"
- 2003 – "Light the Torch"
- 2003 – "Rejection Role"
- 2005 – "Stabbing the Drama"
- 2005 – "Nerve"
- 2007 – "Exile"
- 2010 – "Let This River Flow"
- 2012 – "Spectrum of Eternity"
- 2013 – "This Momentary Bliss"
- 2013 – "Long Live the Misanthrope"
- 2013 – "Rise Above the Sentiment"
- 2015 – "The Ride Majestic"

Samlingsalbum
- 2003 – Figure Number Five / Natural Born Chaos (2x12" vinyl)
- 2010 – The Sledgehammer Files: The Best of Soilwork 1998-2008 (CD + DVD)
- 2016 – Death Resonance (CD)